# Bowie (род)

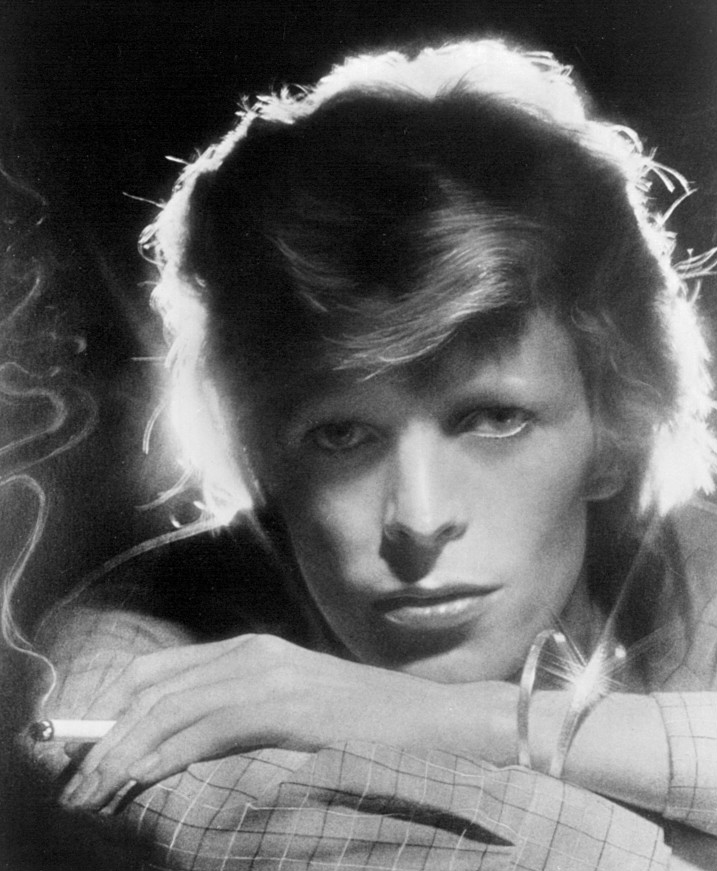
Дэвид Боуи (1947—2016), в честь которого назван род

Bowie (лат.) — род блуждающих пауков (Ctenidae). Более 100 видов. Встречается в Азии. Немецкий арахнолог Петер Егер назвал новый род и многие из его новых видов пауков в честь легендарного британского музыканта Дэвида Боуи (1947—2016) и его музыкальных работ (персонажей, альбомов и песен) — по случаю 75-летия музыкальной легенды и с целью привлечь внимание к всё ещё в значительной степени неизученному разнообразию и защите природы.

## Описание
Мелкие и среднего размера пауки желтовато-коричневого цвета. Длина самцов от 7,0 до 21,1 мм, самок — от 5,7 до 27,0 мм. Хелицеры с 3 промаргинальными, 4 ретромаргинальными зубцами. Просома сверху с более или менее отчётливой белой полосой с пятиугольной или ромбовидной передней частью. Имеют восемь глаз: передние боковые глаза (ALE, самые мелкие), передние срединные глаза — 2 (AME, крупные), задние срединные глаза — 2 (PME, самые крупные) и задние боковые глаза (PLE). Четыре крупных глаза, как правило сближены (AME, PME). Род Bowie, по-видимому, является характерным элементом влажных лесов и их опавших листьев и имеет сходное распространение с родом Heteropoda, с той разницей, что виды Heteropoda простираются гораздо дальше на юг вдоль побережья Австралии и до Пакистана и Афганистана на западе. Однако в последних странах и в Средиземноморском регионе виды Heteropoda являются обитателями пещер и, таким образом, могут избегать засушливой внешней среды. До сих пор не известно ни одного вида Bowie, живущего в пещерах, что объясняет их отсутствие в этих довольно сухих и холодных зимних регионах. Среди азиатских представителей семейства Ctenidae из пещер отмечены только Amauropelma (Индия, Индонезия) и неустановленный род подсемейства Acantheinae (Камбоджа). Потребность в определенной влажности может также объяснить большой разрыв в ареале распространения Bowie в Индии между северной и южной частями, в которых вид, по-видимому, не встречается, где преобладают тропические саванны и степи.

## Распространение
Встречаются в Южной и Юго-Восточной Азии, от Индии и Китая до Индонезии и Новой Гвинеи. Виды рода Bowie обитают в местообитаниях от уровня моря до 2900 м (B. martensi). В целом с более низких отметок было больше находок, чем с более высоких. От уровня моря до 1500 м отмечены все размерные классы, тогда как в местообитаниях выше 1500 м более крупные экземпляры отсутствовали. На высотах от 2000 до 3000 м не было зарегистрировано пауков со средней общей длиной вида более 13 мм, что позволяет предположить, что на больших высотах условия не благоприятствуют более крупным паукам. Единственным исключением является B. indicus из Оотакамунда, Индия (2246 м).

## Систематика
Род был впервые выделен в 2022 году немецким арахнологом Петером Егером и включён в подсемейство Cteninae, а все ранее описанные его представители относились к роду Ctenus Walckenaer, 1805. После проверки морфологических, а также предварительных молекулярных признаков выяснилось, что преимущественно азиатская линия этих наземных пауков отличается от других соплеменников из Ctenus. Как и в случае с большинством Ctenidae в целом, где нелегко найти апоморфные признаки для диагностики, для определения всех сородичей используется комбинация морфологических признаков. Важным и недавно введенным признаком в этом отношении является, среди прочего, сросшаяся надколенниковая щель (patellar crack) пальп самцов. В состав нового рода переносятся сорок девять валидных видов из Ctenus и описаны пятьдесят пять новых для науки видов, все они распределены по 14 видовым группам. В общем, Bowie является вторым по величине родом в семействе Ctenidae, всего 108 видов, включая nomina dubia. Они встречаются от Непала в Гималаях и Южной Индии через большую часть Южной и Юго-Восточной Азии до Папуа-Новой Гвинеи. Известно, что представители обитают в лиственной подстилке лесов, причем большинство видов имеют небольшие ареалы распространения, обычно встречающиеся в радиусе 100 км. После этой ревизии семейство Ctenidae теперь включает 586 видов и 48 родов, а число видов, отнесенных к роду Ctenus, до сих пор использовавшемуся в качестве номенклатурной «мусорной корзины», сократилось до 164.

### Новые виды (2022)
Новые для науки виды, описанные в 2022 году, многие из которых как и сам род, в своих названиях связаны с легендарным британским певцом Дэвидом Боуи и его музыкальными работами (альбомами и песнями) (расположены по географическому принципу)
- Bowie hunkydory (Непал)
- Bowie ziggystardust (Непал)
- Bowie ladystardust (Непал)
- Bowie aladdinsane (Индия)
- Bowie majortom (Непал)
- Bowie jeangenie (Индия)
- Bowie heroes (Индия)
- Bowie fascination (Вьетнам)
- Bowie low (Таиланд)
- Bowie dodo (Вьетнам)
- Bowie stationtostation (Мьянма)
- Bowie candidate (Вьетнам)
- Bowie diamonddogs (Вьетнам)
- Bowie yassassin (Тайвань)
- Bowie bemywife (Таиланд)
- Bowie subterraneans (Таиланд)
- Bowie afterall (Таиланд)
- Bowie warszawa (Таиланд)
- Bowie artdecade (Камбоджа)
- Bowie bigbrother (Вьетнам),
- Bowie rebelrebel (Вьетнам)
- Bowie youngamericans (Вьетнам)
- Bowie right (Вьетнам)
- Bowie stay (Вьетнам)
- Bowie fame (Вьетнам)
- Bowie win (Вьетнам)
- Bowie joethelion (Малайский полуостров)
- Bowie mossgarden (Малайский полуостров)
- Bowie neukoeln (Малайский полуостров),
- Bowie scarymonsters (Индонезия: Суматра)
- Bowie teenagewildlife (Индонезия: Суматра)
- Bowie letsdance (Индонезия: Ява)
- Bowie crystaljapan (Индонезия: Суматра)
- Bowie tonight (Малайзия: Саравак)
- Bowie catpeople (Малайзия: Сабах)
- Bowie ricochet (Индонезия: Калимантан)
- Bowie fashion (Малайский полуостров)
- Bowie withinyou (Малайзия: Саравак)
- Bowie abdulmajid (Сингапур)
- Bowie blackout (Малайский полуостров)
- Bowie modernlove (Малайзия: Сабах)
- Bowie chinagirl (Малайзия: Сабах)
- Bowie withoutyou (Малайзия: Сабах)
- Bowie magicdance (Индонезия: Сулавеси)
- Bowie bluejean (Малайзия: Саравак)
- Bowie criminalworld (Малайзия: Сабах)
- Bowie shakeit (Малайзия: Сабах)
- Bowie ashestoashes (Индонезия: Калимантан)
- Bowie underground (Индонезия: Калимантан)
- Bowie lodger (Филиппины)
- Bowie redsails (Филиппины)
- Bowie thenextday (Индонезия: Папуа)
- Bowie lazarus (Папуа Новая Гвинея)
- Bowie thiesi (Папуа Новая Гвинея)
- Bowie blackstar (Папуа Новая Гвинея)

### Виды изCtenus
Виды перенесённые из Ctenus и включённые в 2022 году в состав рода Bowie (расположены по географическому принципу)
- Bowie martensi (Jäger, 2012) (Непал)[3]
- Bowie bomdilaensis (Tikader & Malhotra, 1981)  (Индия)[4]
- Bowie indicus (Gravely, 1931) (Индия)
- Bowie cladarus (Jäger, 2012) (Мьянма)
- Bowie pingu (Jäger & Minn, 2015) (Мьянма)[5]
- Bowie natmataung (Jäger & Minn, 2015)  (Мьянма)[5]
- Bowie sikkimensis (Gravely, 1931) (Индия)
- Bowie ramosus (Thorell, 1887)  (Мьянма)
- Bowie goaensis  (Bastawade & Borkar, 2008) (Индия)
- Bowie himalayensis  (Gravely, 1931) (Индия)
- Bowie meghalayaensis  (Tikader, 1976) (Индия)
- Bowie narashinhai  (Patel & Reddy, 1988) (Индия)[6]
- Bowie ceylonensis  (F.O. Pickard-Cambridge, 1897) (Шри-Ланка)
- Bowie andamanensis  (Gravely, 1931) (Андаманские острова)
- Bowie kapuri  (Tikader, 1973) (Андаманские острова)
- Bowie cochinensis  (Gravely, 1931) (Индия)
- Bowie thorelli  (F.O. Pickard-Cambridge, 1897) (Шри-Ланка)
- Bowie lishuqiang  (Jäger, 2012) (Китай: Sichuan)
- Bowie banna  (Yao & Li in Chu et al. 2022) (Китай: Yunnan)[7]
- Bowie theodorianum  (Jäger, 2012). (Таиланд, Лаос, Вьетнам)
- Bowie robustus  (Thorell, 1897) (Мьянма, Таиланд, Лаос)
- Bowie yaeyamensis  (Yoshida, 1998) (Тайвань)[8]
- Bowie yulin  (Yao & Li in Chu et al. 2022) (Китай: Yunnan)[7]
- Bowie simplex  (Thorell, 1897) (Мьянма, Таиланд, Лаос)
- Bowie bayeri  (Jäger 2012) (Лаос)
- Bowie holthoffi  (Jäger, 2012) (Лаос)
- Bowie saci  (Ono, 2010) (Вьетнам)[9]
- Bowie floweri  (F.O. Pickard-Cambridge, 1897) (Малайский полуостров)
- Bowie argentipes  (Hasselt, 1893) (Малайский полуостров, Сингапур, Индонезия: Суматра)
- Bowie palembangensis  (Strand, 1906) (Индонезия: Суматра)
- Bowie pulvinatus  (Thorell, 1890) (Малайзия: Саравак)
- Bowie hosei  (F.O. Pickard-Cambridge, 1897) (Малайзия: Саравак, Бруней)
- Bowie monaghani  (Jäger, 2013) (Лаос)[10]
- Bowie javanus  (Pocock, 1897) (Индонезия: Суматра, Ява, Бали)
- Bowie fungifer  (Thorell, 1890) (Малайский полуостров)
- Bowie valvularis  (Hasselt, 1882) (Индонезия: Суматра)
- Bowie bicostatus  (Thorell, 1890) (Малайзия: Саравак)
- Bowie bantaengi  (Merian, 1911) (Индонезия: Сулавеси)
- Bowie bowonglangi  (Merian, 1911) (Индонезия: Сулавеси)
- Bowie celebensis (Pocock, 1897) (Индонезия: Сулавеси)
- Bowie sagittatus (Giltay, 1935) (Индонезия: Сулавеси)
- Bowie kochi (Simon, 1897) (Индонезия: West Papua)
- Bowie sarawakensis  (F.O. Pickard-Cambridge, 1897) (Малайзия: Саравак)
- Bowie philippinensis  (F.O. Pickard-Cambridge, 1897) (Филиппины)
- Bowie aruanus  (Strand, 1911) (Индонезия: Малуку)
- Bowie angularis  (Roewer, 1938) (Индонезия: Малуку)
- Bowie angigitanus  (Roewer, 1938) (Папуа Новая Гвинея)
- Bowie rufisternis  (Pocock, 1898) (Папуа Новая Гвинея: Новая Британия)
- другие виды

### Дополнение (2022—24)
- Bowie haiphong Yao & Li, 2022 (Вьетнам)[11]
- Bowie mengla Yao & Li, 2022 (Китай)
- Bowie zhengi Yao & Li, 2022 (Китай)
- Bowie borneo S. Li & Yao, 2022 (Малайзия, Борнео)[12]
- Bowie engkilili S. Li & Yao, 2022 (Малайзия)
- Bowie ninhbinh S. Li & Yao, 2022 (Вьетнам)
- Bowie sabah S. Li & Yao, 2022 (Малайзия, Борнео)
- Bowie vinhphuc S. Li & Yao, 2022 (Вьетнам)
- Bowie beruang Omelko & Fomichev, 2023 (Суматра)[13]
- Bowie dhole Omelko & Fomichev, 2023 (Суматра)[13]
- Bowie binturong Omelko & Fomichev, 2023 (Суматра)[13]
- Bowie catopuma Omelko & Fomichev, 2024 (Борнео, Малайзия)[14]
- Bowie musang Omelko & Fomichev, 2024 (Минданао, Филиппины)[14]
- Bowie tangalunga Omelko & Fomichev, 2024 (Минданао, Филиппины)[14]